# Paul Boffa
Paul Boffa (Birgu, 30 de junio de 1890 - Paola, 6 de julio de 1962) fue un médico y político maltés, miembro del Partido Laborista, que ejerció como primer ministro de Malta desde 1947 hasta 1950.

## Biografía
Nacido en Birgu en 1890, durante la época en la que Malta era una colonia del imperio británico, se licenció en Medicina por la Universidad de Malta. Durante la Primera Guerra Mundial sirvió en el Cuerpo Médico Real del ejército británico en varios destinos, y al término del conflicto abrió su propia consulta privada en Paola, donde residiría la mayor parte de su vida.
En los años 1940 supervisó la labor médica en varias regiones de la isla de Malta durante la Segunda Guerra Mundial. Su labor fue reconocida con la Orden del Imperio Británico en 1941.

## Trayectoria política
Después de que Malta obtuviese autogobierno en 1921, se afilió al Partido Laborista y logró un escaño en las elecciones de 1924. Tres años más tarde fue elegido portavoz de la formación, bajo las órdenes de William Savona. En esa etapa se llegó a un acuerdo de gobernabilidad con el Partido Constitucional de Gerald Strickland; aunque los laboristas no obtuvieron ninguna cartera ministerial, sí le garantizaron apoyo ante las críticas de los nacionalistas malteses y de la iglesia católica.
Boffa se presentó por primera vez como candidato laborista en las elecciones generales de 1932, y se mantuvo al frente en etapas tan complicadas como la suspensión del autogobierno de 1933 y su reinstauración en 1939, en plena guerra mundial. En ambos casos quedó por debajo del Partido Constitucional y del Partido Nacionalista.

### Primer ministro de Malta (1947-1950)
Después de la Segunda Guerra Mundial, el Partido Laborista fue el único que presentó candidatos a las elecciones generales de 1945, las últimas con sufragio censitario. Y en 1947, tras la reinstauración del autogobierno, los laboristas ganaron por mayoría absoluta y Boffa pudo jurar el cargo de primer ministro de Malta.
La gestión de Boffa estuvo marcada por la reconstrucción del archipiélago, devastado tras el Sitio de Malta, y por la búsqueda de una reforma política para superar el mandato colonial. Algunos de sus logros fueron la introducción de un sistema de pensiones para la tercera edad, la instauración del sufragio universal con voto femenino, la oficialidad del idioma maltés, y la educación obligatoria hasta los 14 años.
No obstante, este mandato se vio interrumpido por las disputas que mantuvo en el seno del Partido Laborista a cuenta de las negociaciones sobre el estatus de Malta, y que terminaron motivando el ascenso de Dom Mintoff al frente del mismo. Si Boffa apostaba por un estilo más diplomático y sin plazos, Mintoff pretendía un acuerdo de integración con Reino Unido que dotara a la isla de mayor financiación. Su rival supo convencer a las bases del laborismo para asumir la secretaría general, y ante la notable pérdida de apoyos a nivel interno, Boffa terminó convocando elecciones anticipadas en 1950.

### Vida posterior
De cara a las elecciones de 1950, Boffa ya había abandonado el Partido Laborista para crear una nueva formación moderada, el Partido de los Trabajadores, mientras que Mintoff se quedó al frente del Partido Laborista. La división de la izquierda maltesa en un sistema de voto único transferible terminó beneficiando al Partido Nacionalista de Enrico Mizzi, que ganó la convocatoria. Boffa prefirió pactar con los nacionalistas para conformar un gobierno de coalición, y mantuvo la misma fórmula con el primer ministro Giorgio Borg Olivier para asumir el ministerio de Sanidad.
Boffa se retiró de la política en las elecciones de 1955 por motivos de salud, lo que significaba también la desaparición del Partido de los Trabajadores. En 1961 fue nombrado presidente de honor de una nueva formación, el Partido de Trabajadores Cristianos, creada por dirigentes laboristas descontentos con la línea seguida por Mintoff respecto a la iglesia.
Falleció el 6 de julio de 1962, a los 72 años, víctima de un infarto. Su tumba puede visitarse en el cementerio de Tarxien.